# Van den vos Reynaerde

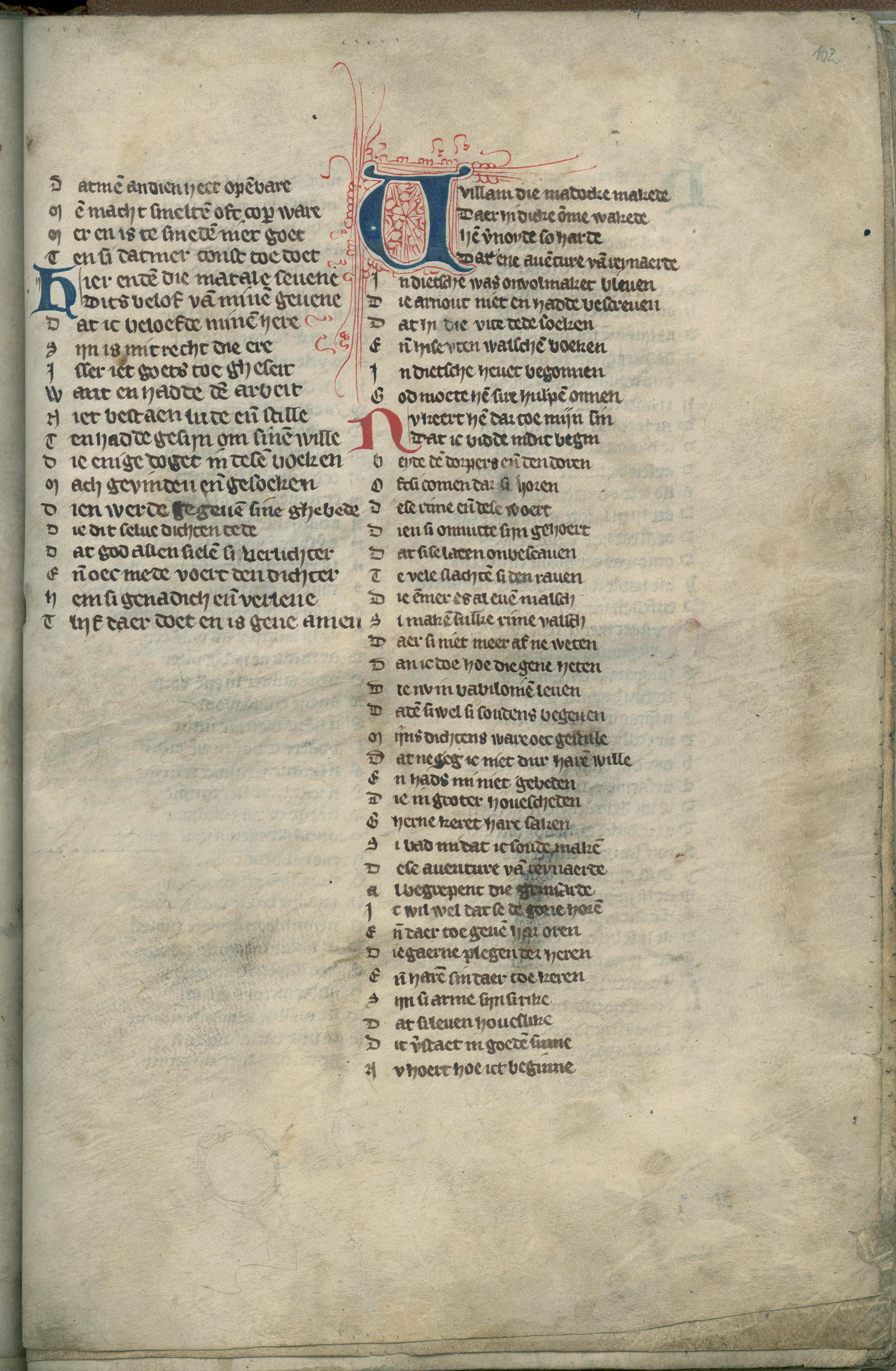
Pierwsza strona tekstu poematu w XIV-wiecznym manuskrypcie

Van den vos Reynaerde (pol. O lisie Reynaercie) – XIII-wieczny epicki poemat uznawany za arcydzieło średniowiecznej literatury niderlandzkiej, będący adaptacją Powieści o lisie – francuskiego cyklu opowieści opartych m.in. na łacińskim eposie Ysengrimus. Liczy w sumie 3469 wersów i napisany jest w języku średnioniderlandzkim. 

## Historia
Poemat został napisany w XIII wieku przez poetę piszącego pod imieniem Willem. W pierwszych wersach tekstu znajduje się informacja, że autor napisał również inny tekst, zatytułowany Madocke (nie zachował się jednak żaden średniowieczny tekst o takim tytule). Inną wskazówkę stanowi akrostych, który da się zauważyć w ostatnich wersach utworu: BI WILLEME (przez Willema). 
Van den vos Reynaerde powstał jako adaptacja Powieści o lisie – francuskiego cyklu opowieści, które powstawały w XII i XIII wieku. Inspiracją autora była w największej mierze opowieść zatytułowana Le Plaid (Proces), opowiadająca o królewskim sądzie nad lisem. Rękopis utworu Willema zachował się w całości w manuskrypcie nazywanym rękopisem komburskim (Comburgse handschrift). Jest to kodeks powstały najpewniej między 1380 a 1420 rokiem w Gandawie. Tekst Van de vos Reynaerde znajduje się na kartach 192-213. 
Pod koniec XIV lub na początku XV wieku anonimowy autor rozszerzył poemat, tworząc Reynaerts historie (pol. Historia Reynaerta). Utwór ten jest ponad dwa razy dłuższy od Van den vos Reynaerde (liczy około 7800 wersów) i ma inne zakończenie niż dzieło Willema. Reynaerts historie zyskała ogromną popularność, przyćmiła swój pierwowzór i dzięki przekładom stała się najbardziej znaną w Europie wersją Powieści o lisie. 

## Fabuła

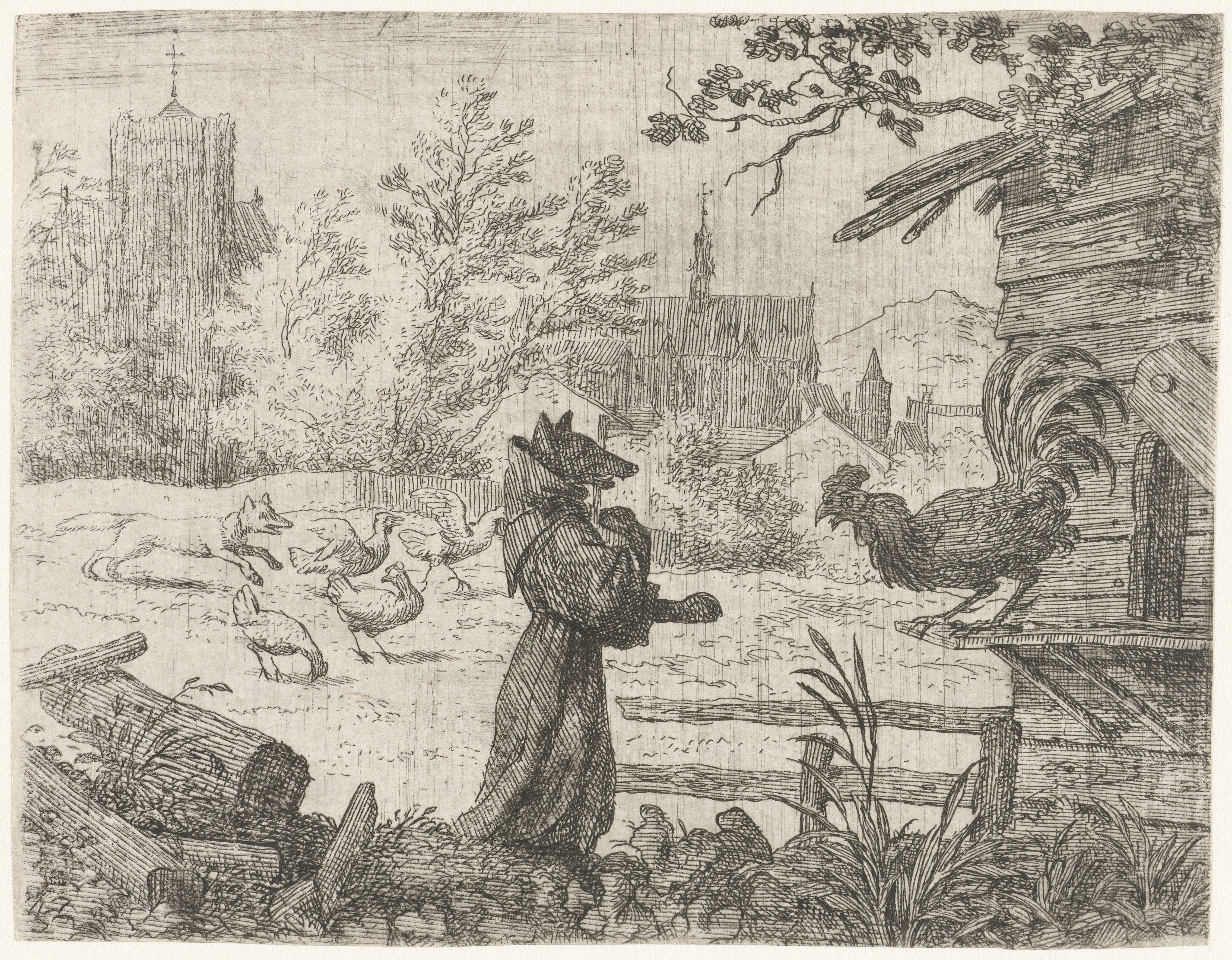
Reynaert w przebraniu mnicha wygłasza kazanie do kury – akwaforta Allarta van Everdingena, XVII wiek

W dniu sądu (nl. Hofdag) sprawowanego przez króla zwierząt, lwa Nobla, zbierają się wszystkie zwierzęta. Jedynym nieobecnym jest lis Reynaert, którego inne zwierzęta – wilk Isengrijn, pies Cortoys i bóbr Pancer – oskarżają o liczne przestępstwa. Lisa broni jedynie jego bratanek, borsuk Grimbeert. Jednak gdy przybywa kogut Cantecleer z ciałem swej zagryzionej przez Reynaerta córki Coppe, król Nobel nakazuje wezwać lisa przed sąd. W tym celu wysyła po niego niedźwiedzia Bruuna. Posłaniec wraca jednak bez lisa i w dodatku ciężko poraniony, gdyż Reynaert zastawił na niego pułapkę, wykorzystując jego chciwość. Tak samo kończy się misja wysłanego do lisa kota Tybeerta. Ostatnim posłańcem jest borsuk Grimbeert, któremu udaje się przekonać stryja, by udał się z nim na dwór. Po drodze Grimbeert wysłuchuje prześmiewczej spowiedzi Reynaerta.
Na miejscu Reynaert zostaje skazany na śmierć przez powieszenie. Jednak gdy jego wrogowie idą wznieść szubienicę, lis prosi króla o wysłuchanie go po raz ostatni. Pozornie opowiada o tym, jak zszedł na złą drogę, jednak wplata w to wyznanie zmyśloną historię, która wzbudza zainteresowanie pary królewskiej. Według niej nieżyjący już ojciec lisa wraz z innymi baronami – Isengrijnem, Bruunem, Tybeertem i Grimbeertem, zaplanował spisek przeciwko królowi. Nobel miał ocaleć tylko dzięki interwencji Reynaerta, który udaremnił planowany atak, kradnąc i ukrywając skarb swojego ojca, który miał posłużyć dla sfinansowania przewrotu. Zatem tylko Reynaert wie, gdzie znajduje się skarb. Z początku król Nobel jest podejrzliwy, lecz powodowany chciwością daje się przekonać żonie, że lis mówi prawdę. Domniemani spiskowcy zostają aresztowani, Reynaert natomiast zostaje ułaskawiony. W zamian za to wyjawia królowi, że skarb znajduje się nad potokiem Kriekeputte. Następnie opuszcza dwór, twierdząc, że udaje się na pielgrzymkę pokutną do Rzymu i Ziemi Świętej.
Lis przekonuje zająca Cuwaerta i barana Belina, by towarzyszyli mu do jego domu, z którego uda się na pielgrzymkę. Gdy docierają do zamku Reynaerta o nazwie Manpertuus, gospodarz wraz ze swoją rodziną pożera zająca, a niczego nieświadomego barana odsyła do króla Nobla z torbą, która jakoby zawiera list. W rzeczywistości w torbie znajduje się głowa Cuwaerta, a dzięki podstępowi Reynaerta baran zostaje posądzony o współudział w morderstwie. Gdy król Nobel widzi przesyłkę, godzi się z uwięzionymi wcześniej baronami, z którymi zawiera umowę: odtąd wilk i niedźwiedź mogą po wsze czasy ścigać Reynaerta i jego potomków, jak również potomków Belina.

## Wymowa

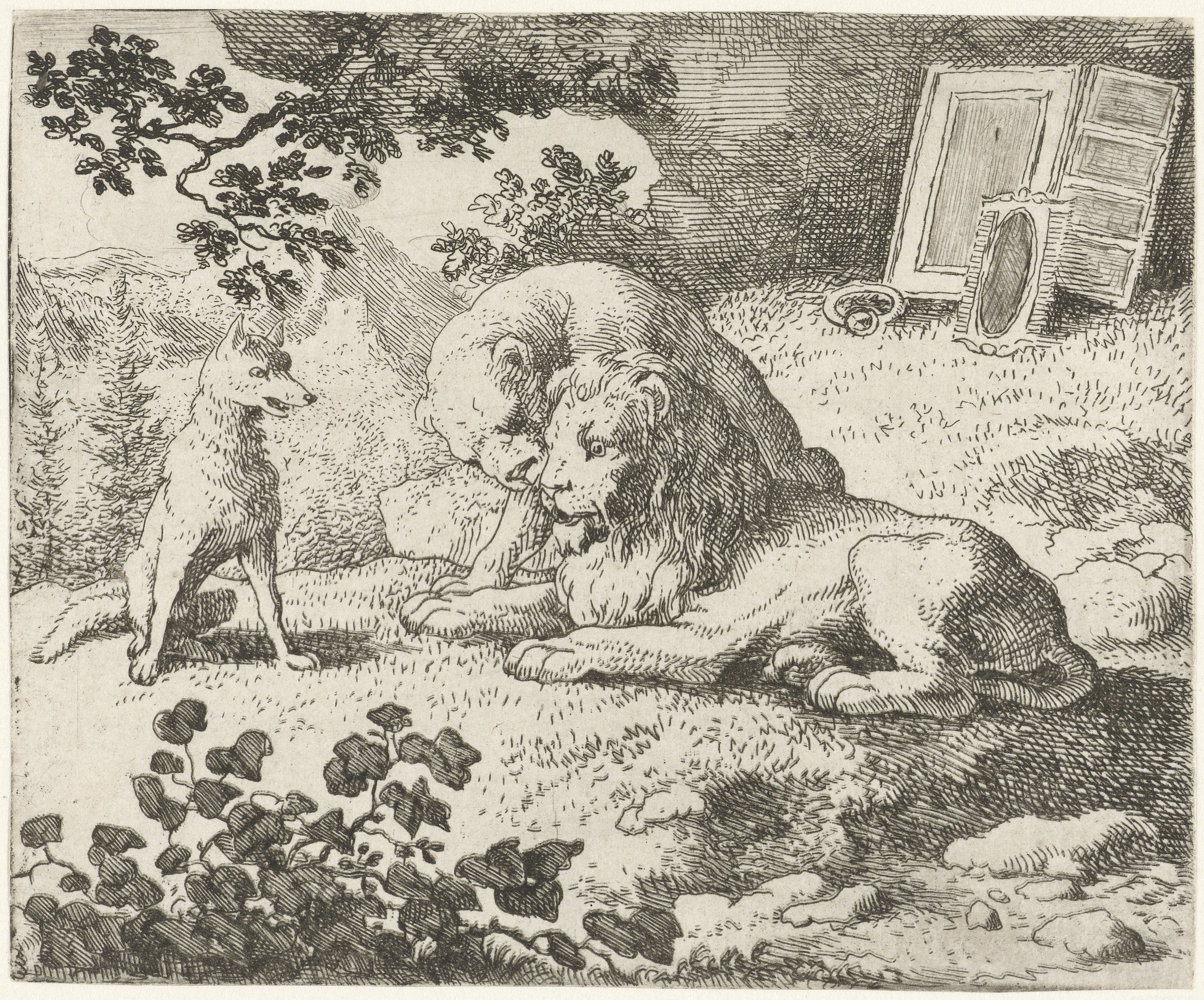
Reynaert obiecuje królowi skarby – akwaforta Allarta van Everdingena, XVII wiek

Poemat w satyryczny sposób krytykuje przedstawicieli różnych grup społecznych – kleru, arystokracji i chłopstwa. Zdaniem niektórych badaczy dzieło Willema przedstawia punkt widzenia flamandzkiego mieszczaństwa, jednak teza ta jest kontrowersyjna, a inni uczeni sądzą, że docelowym odbiorcą utworu była publiczność dworska. Za tą teorią przemawia fakt, że głównym przedmiotem zainteresowania autora wydają się być stosunki pomiędzy feudałami, a więc królem Noblem i jego baronami, reprezentowanymi przede wszystkim przez lisa, wilka i niedźwiedzia. Na początku akcji porządek feudalny jest zakłócany jedynie przez jednego niewiernego wasala, Reynaerta. Gdy jest on bliski poniesienia kary, owładnięty chciwością lew ułaskawia go i występuje przeciw pozostałym baronom. W końcowej części utworu, gdy król chce pogodzić się z wilkiem i niedźwiedziem, zawiera z nimi pakt wyjmujący niektórych wasali spod prawa i pozwalający ich zabijać. Autor wyraźnie sugeruje w ten sposób, że przeciwnicy lisa nie są wcale lepsi od niego. Gdy w jednym z wcześniejszych epizodów Reynaert wygłasza przemowę do króla, obłudnie opisując swój upadek moralny, czyni wyraźną aluzję do proroctwa z Księgi Izajasza, mówiącego iż w raju "wilk zamieszka wraz z barankiem". Zakończenie poematu jest ironicznym odwróceniem tego proroctwa i obrazem upadku porządku feudalnego – po wydarzeniach opisanych w utworze pokój w królestwie jest zachowywany jedynie między silnymi, a słabi są wydani na ich pastwę. Niektórzy historycy uważają, że treść Van den vos Reynaerde jest odzwierciedleniem napięć między feudałami w XIII-wiecznych Niderlandach, a w postaci króla Nobla są szyderczo sportretowani hrabiowie Flandrii.  

## Wpływ na literaturę europejską
Van den vos Reynaerde jest jednym z niewielu dzieł literatury niderlandzkiej, które wpłynęły na literaturę zagraniczną. Wpływ ten był pośredni, gdyż dziełem szerzej znanym poza Niderlandami była dopiero o wiek późniejsza, inspirowana poematem Willema Reynaerts historie. Dzieło to stało się najpopularniejszą wersją Powieści o lisie, wpływając na wielu twórców. Jednym z najbardziej znanych był Geoffrey Chaucer, który wykorzystał jeden z jej wątków, tworząc Opowieść księdza z orszaku Przeoryszy należącą do Opowieści kanterberyjskich. Pod koniec XV stulecia powstały kanoniczne przekłady Reynaerts historie, które ugruntowały popularność tego dzieła. W 1481 roku William Caxton przetłumaczył je na angielski pod tytułem The history of Reynard the Fox. Jednym z odniesień do historii przebiegłego lisa w późniejszej literaturze angielskiej jest imię szekspirowskiego Tybalta z Romea i Julii, który nosi imię nawiązujące do kota Tybeerta (w wersji francuskiej Tiberta). Natomiast w 1498 roku w Lubece ukazało się tłumaczenie na dolnoniemiecki, od którego wywodzą się późniejsze niemieckie adaptacje Powieści o lisie, w tym najbardziej znana z nich – poemat Goethego Reineke Fuchs, znany w Polsce jako Lis Przechera. 
Bezpośredni wpływ Van den vos Reynaerde był o wiele skromniejszy, jednak w drugiej połowie XIII wieku poemat doczekał się przekładu na łacinę pod tytułem Reynardus Vulpes, którego dokonał Balduinus Iuvenis. Obecnie utwór Willema jest znany głównie w Holandii i Belgii, gdzie tradycyjnie ceni się go wyżej niż późniejszą kontynuację. 

## Nawiązania w kulturzeHolandiiiBelgii

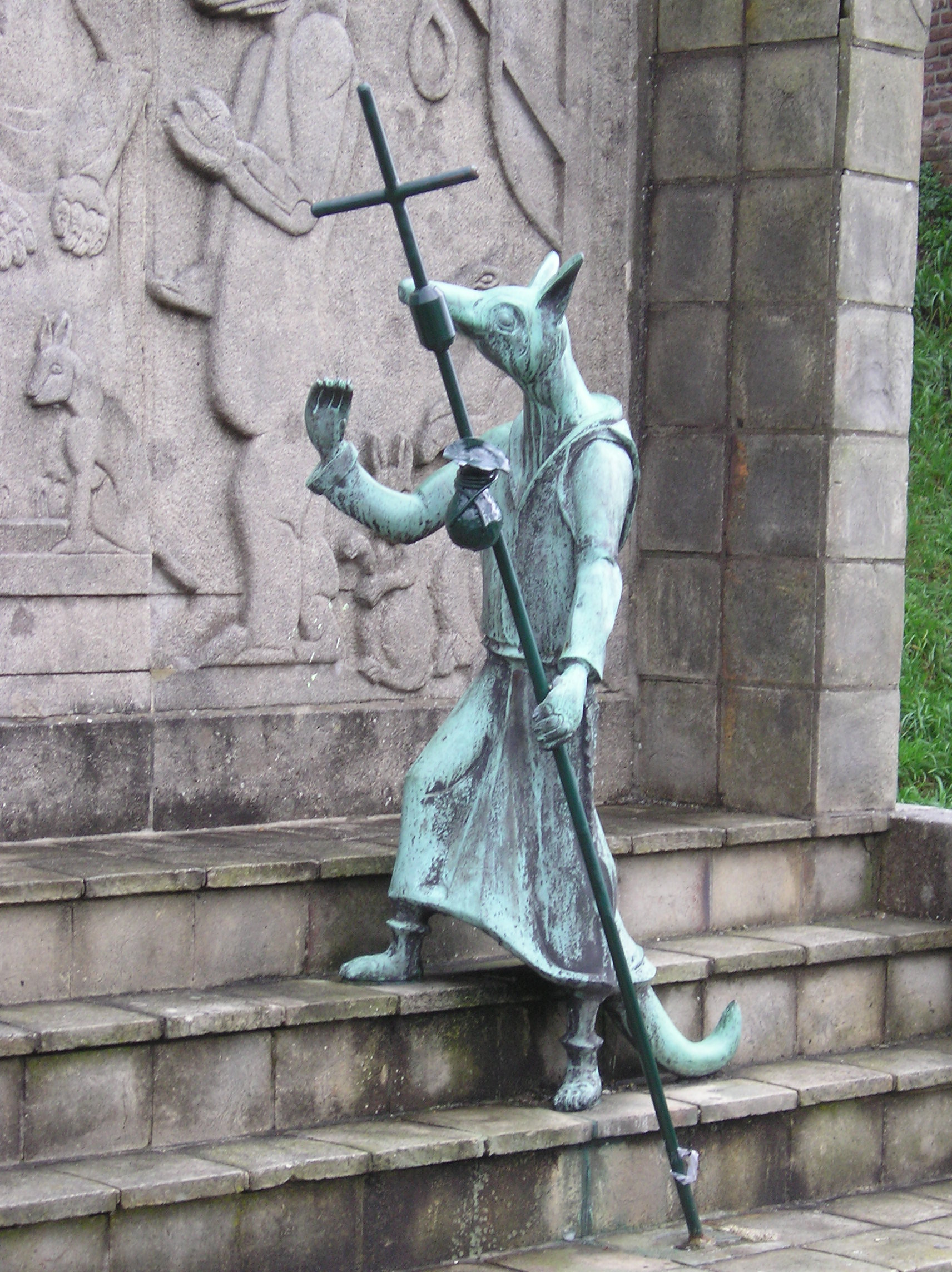
Pomnik Reynaerta w Hulst

- Pomnik Reynaerta w HulstW zelandzko-flamandzkim mieście Hulst, którego nazwa pojawia się w poemacie, znajduje się pomnik z wizerunkami występujących w nim zwierząt[18]. Istnieje tam też szkoła nazwana imieniem głównego bohatera – Reynaert College[19].
- W 1941 roku na zlecenie holenderskiej partii nazistowskiej (NSB) powstała animowana wersja opowieści, oparta na powieściowej wersji Roberta van Genechtena. Fabuła została dopasowana do ideologii nazistowskiej. Akcja kreskówki dzieje się w kraju, w którym po śmierci lwa Nobla tron uzurpuje osioł, Reynaert natomiast jest przedstawiany jako bohater pozytywny. Czarnymi charakterami są stanowiące karykatury Żydów nosorożce, które wyciągają pieniądze od innych zwierząt i namawiają je do mieszanych małżeństw, by powstawały dziwne, zupełnie nowe gatunki. Ten niesamowicie rasistowski i antysemicki obraz nie został ostatecznie nigdy zaprezentowany w kinach i odnaleziono go ponownie dopiero w roku 1991. Natomiast na początku XXI wieku odnaleziono jeszcze kilka nieznanych wcześniej scen[20][21].
- Wapenbroeders Louisa Paula Boona, nowa wersja klasycznego eposu o zwierzętach, ukazała się w 1955 roku. Początkowo były to krótkie teksty publikowane w czasopiśmie "Front"[22]. Współczesną wersję utworu napisał również Paul Biegel w 1972 roku[23].
- Czasopismo "Tiecelijn", powstałe w roku 1988, w całości poświęcone jest temu dziełu[24].
- We wschodnioflamandzkim mieście Deinze od 1962 r. co pięć lat ulicami przechodzi "Procesja Canteclaera" (nl. Stoet can Canteclaer, nazwana tak od imienia koguta z poematu)[25]. W Deinze stoją też dwie nawiązujące do opowieści rzeźby autorstwa Chrisa Ferketa: Reynaert op het graf van Coppe (Reynaert przy mogile Coppe) i Reynaert leert Isengrijn klokken luiden (Reynaert uczy Isengrijna bić w dzwony).
- W wielu holenderskich i flamandzkich miastach istnieją ulice nazwane imionami bohaterów utworu.
- W XXI wieku w Holandii wciąż powstają utrzymane w różnych konwencjach utwory nawiązujące do poematu, począwszy od komiksów, przez rapowaną wersję utworu i musical, po adaptacje literackie.

- W 2010 roku Leonard van Munster stworzył instalację De overgave van Reinaert de vos ("Kapitulacja lisa Reynaerta")[26].